# Bullobongmu-dong
Bullobongmu-dong (koreanska: 불로·봉무동) är en stadsdel i staden Daegu i den sydöstra delen av Sydkorea, 240 km sydost om huvudstaden Seoul. Den ligger i stadsdistriktet Dong-gu.